# Psettina profunda
 Psettina profunda és un peix teleosti de la família dels bòtids i de l'ordre dels pleuronectiformes.

## Morfologia
Pot arribar als 11 cm de llargària total.

## Distribució geogràfica
Es troba a les costes de Java i al Mar de Timor.